# Associazione Calcio Forlì 1980-1981
Questa voce raccoglie le informazioni riguardanti l'Associazione Calcio Forlì nelle competizioni ufficiali della stagione 1980-1981.

## Stagione
Dopo l'ottimo campionato scorso viene riconfermato Cinesinho, ma la squadra cambia volto, con alcuni interessanti inserimenti, come l'interno vicentino Roberto Soldà arrivato dal Ravenna. Grazie alle puntuali reti di Ermanno Beccati la squadra vola nelle prime posizioni, ma ai primi di febbraio, con il Forlì terzo in classifica, l'allenatore italo-brasiliano si dimette per alcune contestazioni della piazza, sulla panchina biancorossa arriva Giorgio Rumignani, la squadra subisce il contraccolpo, non si ritrova ed il campionato si conclude con i Galletti noni con 36 punti, ben lontani dalla vetta e dai sogni cullati ad inizio stagione. 
Nel girone A di Serie C1 salgono in Serie B la Reggiana e la Cremonese, scendono in Serie C2 il Casale, il Novara, lo Spezia ed il Prato. Con 13 reti Ermanno Beccati risulta il miglior realizzatore stagionale forlivese, di queste 3 in Coppa Italia e 10 reti in campionato.
Nella Coppa Italia di Serie C il Forlì disputa il 12º girone di qualificazione, che promuove ai sedicesimi di finale la Reggiana.

## Rosa
| N. |                   | Ruolo | Calciatore           |
| -- | ----------------- | ----- | -------------------- |
|    | Italia (bandiera) | D     | Paolo Amaducci       |
|    | Italia (bandiera) | C     | Giancarlo Arrigoni   |
|    | Italia (bandiera) | C     | Gianluca Baldini     |
|    | Italia (bandiera) | A     | Ermanno Beccati      |
|    | Italia (bandiera) | D     | Damiano Bettinelli   |
|    | Italia (bandiera) | D     | Francesco Bomben     |
|    | Italia (bandiera) | D     | Luciano Briga        |
|    | Italia (bandiera) | C     | Daniele Casotti      |
|    | Italia (bandiera) | C     | Otello Catania       |
|    | Italia (bandiera) | D     | Luigi Ciarlantini    |
|    | Italia (bandiera) | D     | Luciano Cilona       |
|    | Italia (bandiera) | A     | Nicola Coppola       |
|    | Italia (bandiera) | D     | Luigi Cozza          |
|    | Italia (bandiera) | P     | Domenico Delli Pizzi |

| N. |                   | Ruolo | Calciatore          |
| -- | ----------------- | ----- | ------------------- |
|    | Italia (bandiera) | A     | Pasquale D'Oriano   |
|    | Italia (bandiera) | A     | Giordano Galli      |
|    | Italia (bandiera) | D     | Marco Gavelli       |
|    | Italia (bandiera) | C     | Elio Gustinetti     |
|    | Italia (bandiera) | D     | Maurizio Longobardo |
|    | Italia (bandiera) | C     | Renato Luchitta     |
|    | Italia (bandiera) | D     | Marzio Lugnan       |
|    | Italia (bandiera) | A     | Sauro Massi         |
|    | Italia (bandiera) | D     | Mauro Melotti       |
|    | Italia (bandiera) | C     | Guido Quadrelli     |
|    | Italia (bandiera) | P     | Luigi Ruffilli      |
|    | Italia (bandiera) | D     | Roberto Soldà       |
|    | Italia (bandiera) | D     | Giancarlo Valente   |
|    | Italia (bandiera) | A     | Andrea Vittori      |

## Risultati

### Campionato

#### Girone di andata
| Arbitro: | Baldi (Roma) |

|                                        |           |                    |
| Melotti 6’ Ciarlantini 19’ Beccati 85’ | Marcatori | 47’ (rig.) Barbuti |

| Arbitro: | Coppetelli (Tivoli) |

|                                         |           |             |
| Quartieri 23’ Mulinacci 62’ (rig.), 75’ | Marcatori | 84’ Beccati |

| Arbitro: | Pezzella (Frattamaggiore) |

|                           |           |                        |
| Gustinetti 43’ Cilona 57’ | Marcatori | 27’ Borzoni 51’ Cesati |

| Arbitro: | Pampana (Pisa) |

|             |           |                        |
| Bocchio 62’ | Marcatori | 23’ Beccati 85’ Cilona |

| Forlì 26 ottobre 1980 5ª giornata | Forlì          | 0 – 0 | Modena | Stadio Tullo Morgagni\| Arbitro: \| Luci (Firenze) \| |
| Arbitro:                          | Luci (Firenze) |       |        |                                                       |

| Arbitro: | Galbiati (Monza) |

|                       |           |                       |
| Coppola 32’ Massi 60’ | Marcatori | 70’ (aut.) Longobardo |

| Forlì 9 novembre 1980 7ª giornata | Forlì             | 0 – 0 | Piacenza | Stadio Tullo Morgagni\| Arbitro: \| Ramicone (Tivoli) \| |
| Arbitro:                          | Ramicone (Tivoli) |       |          |                                                          |

| Arbitro: | Lussana (Bergamo) |

|                               |           |  |
| Di Risio 40’ Coletta 61’, 67’ | Marcatori |  |

| Arbitro: | Tuveri (Cagliari) |

|             |           |  |
| Beccati 26’ | Marcatori |  |

| Arbitro: | De Marchi (Novara) |

|                  |           |                           |
| 41’, 71’ Beccati | Marcatori | Nicolini 4’ Mugianesi 65’ |

| Arbitro: | Baldi (Roma) |

|  |           |             |
|  | Marcatori | 77’ Coppola |

| Arbitro: | Esposito (Torre del Greco) |

|             |           |             |
| Luchitta 9’ | Marcatori | 35’ Galasso |

| Arbitro: | Da Pozzo (Monza) |

|  |           |                  |
|  | Marcatori | 49’ (rig.) Soldà |

| Arbitro: | Corigliano (Crotone) |

|                  |           |  |
| Soldà 82’ (rig.) | Marcatori |  |

| Arbitro: | Pezzella (Frattamaggiore) |

|           |           |  |
| Ravot 27’ | Marcatori |  |

| Arbitro: | Rufo (Roma) |

|             |           |  |
| Coppola 82’ | Marcatori |  |

| Arbitro: | Esposito (Torre del Greco) |

|            |           |  |
| Casone 16’ | Marcatori |  |

#### Girone di ritorno
| Arbitro: | Tuveri (Cagliari) |

|                                        |           |             |
| F. Simoni 3’ Becattini 36’ Barbuti 56’ | Marcatori | 72’ Beccati |

| Forlì 8 febbraio 1981 19ª giornata | Forlì         | 0 – 0 | Sant'Angelo | Stadio Tullo Morgagni\| Arbitro: \| Testa (Prato) \| |
| Arbitro:                           | Testa (Prato) |       |             |                                                      |

| Arbitro: | De Marchi (Novara) |

|  |           |                            |
|  | Marcatori | 15’ Luchitta 35’ Quadrelli |

| Arbitro: | Falsetti (Roma) |

|           |           |  |
| Massi 46’ | Marcatori |  |

| Arbitro: | Tubertini (Bologna) |

|                                      |           |  |
| Testa 23’, 76’, 87’ Sberveglieri 43’ | Marcatori |  |

| Arbitro: | Meschini (Perugia) |

|  |           |             |
|  | Marcatori | 74’ Melillo |

| Arbitro: | Pellicanò (Reggio Calabria) |

|                                 |           |             |
| Trovati 31’ Skoglund 85’ (rig.) | Marcatori | 88’ Melotti |

| Arbitro: | Giaffreda (Roma) |

|              |           |              |
| Luchitta 61’ | Marcatori | 66’ Di Croce |

| Arbitro: | Bruschini (Firenze) |

|              |           |  |
| Cozzella 82’ | Marcatori |  |

| Arbitro: | Esposito (Torre del Greco) |

|                          |           |           |
| Larini 2’ Paolinelli 86’ | Marcatori | 69’ Soldà |

| Arbitro: | Corigliano (Crotone) |

|              |           |              |
| Luchitta 39’ | Marcatori | 32’ Messersì |

| Arbitro: | Baldi (Roma) |

|              |           |  |
| Bruzzone 46’ | Marcatori |  |

| Arbitro: | Ramicone (Tivoli) |

|                       |           |            |
| Beccati 23’ Massi 47’ | Marcatori | 63’ Ciceri |

| Arbitro: | Pampana (Pisa) |

|                                   |           |  |
| Frutti 31’ Pozzi 53’ Calliman 83’ | Marcatori |  |

| Arbitro: | Frigerio (Milano) |

|             |           |           |
| Beccati 70’ | Marcatori | 58’ Ravot |

| [[Prato\|Prato]] 31 maggio 1981 33ª giornata | Prato             | 0 – 0 | Forlì | Stadio Lungobisenzio\| Arbitro: \| Fassari (Catania) \| |
| Arbitro:                                     | Fassari (Catania) |       |       |                                                         |

| Arbitro: | Lorenzetti (Macerata) |

|                                                    |           |                       |
| Gustinetti 29’ Melotti 37’ Beccati 61’ Coppola 69’ | Marcatori | 23’, 72’, 86’ Antelmi |

### Coppa Italia

#### Dodicesimo girone
| Arbitro: | Scevola (Milano) |

|                                            |           |            |
| Coppola 14’ Melotti 43’ (rig.) Beccati 83’ | Marcatori | 9’ Corallo |

| 31 agosto 1980 2ª giornata |  | – Turno riposo Forlì |  |  |

| Arbitro: | Polacco (Castelfranco Veneto) |

|             |           |                                            |
| Coppola 57’ | Marcatori | 32’ (aut.) Cilona 63’ Bruzzone 76’ Zandoli |

| Arbitro: | Baldini (Piacenza) |

|                               |           |                         |
| Vivani 45’ Melotti 51’ (aut.) | Marcatori | 30’ Beccati 75’ Coppola |

| 14 settembre 1980 5ª giornata |  | – Turno riposo Forlì |  |  |

| Arbitro: | Valente (Monfalcone) |

|                             |           |             |
| Mossini 9’ Zandoli 32’, 47’ | Marcatori | 53’ Beccati |